# 馬卡姆 (明尼蘇達州)
馬卡姆（英語：Markham）是位於美國明尼蘇達州聖路易斯縣科爾文鎮區的一個非建制地區。

## 歷史
馬卡姆的郵局於1908年成立，其後於1922年停運。此地得名自一名早期定居者。

## 地理
馬卡姆所處的海拔為高於海平面446米（即1463英呎），而該地所採用的時區為UTC-6，即北美中部時區（CST）。同時該地設有夏令時間，為UTC-6調快一小時，即UTC-5（CDT）。